# Cantonul La Tour-du-Pin
Cantonul La Tour-du-Pin este un canton din arondismentul La Tour-du-Pin, departamentul Isère, regiunea Rhône-Alpes, Franța.

## Comune
- Cessieu
- La Chapelle-de-la-Tour
- Dolomieu
- Faverges-de-la-Tour
- Montagnieu
- Montcarra
- Rochetoirin
- Saint-Clair-de-la-Tour
- Saint-Didier-de-la-Tour
- Sainte-Blandine
- Saint-Jean-de-Soudain
- Saint-Victor-de-Cessieu
- Torchefelon
- La Tour-du-Pin (reședință)
- Vignieu